# Zodarion aegaeum
Zodarion aegaeum är en spindelart som beskrevs av Denis 1935. Zodarion aegaeum ingår i släktet Zodarion och familjen Zodariidae. Inga underarter finns listade i Catalogue of Life.